# 帕拉乔莱
帕拉乔莱（Palacole），是印度安得拉邦West Godavari县的一个城镇。总人口57171（2001年）。

## 人口
该地2001年总人口57171人，其中男性28364人，女性28807人；0—6岁人口6264人，其中男3150人，女3114人；识字率74.25%，其中男性为78.57%，女性为70.00%。